# Gentiana kaohsiungensis
Gentiana kaohsiungensis là một loài thực vật có hoa trong họ Long đởm. Loài này được Chih H.Chen & J.C.Wang mô tả khoa học đầu tiên năm 1999.